# Слоновий годинник

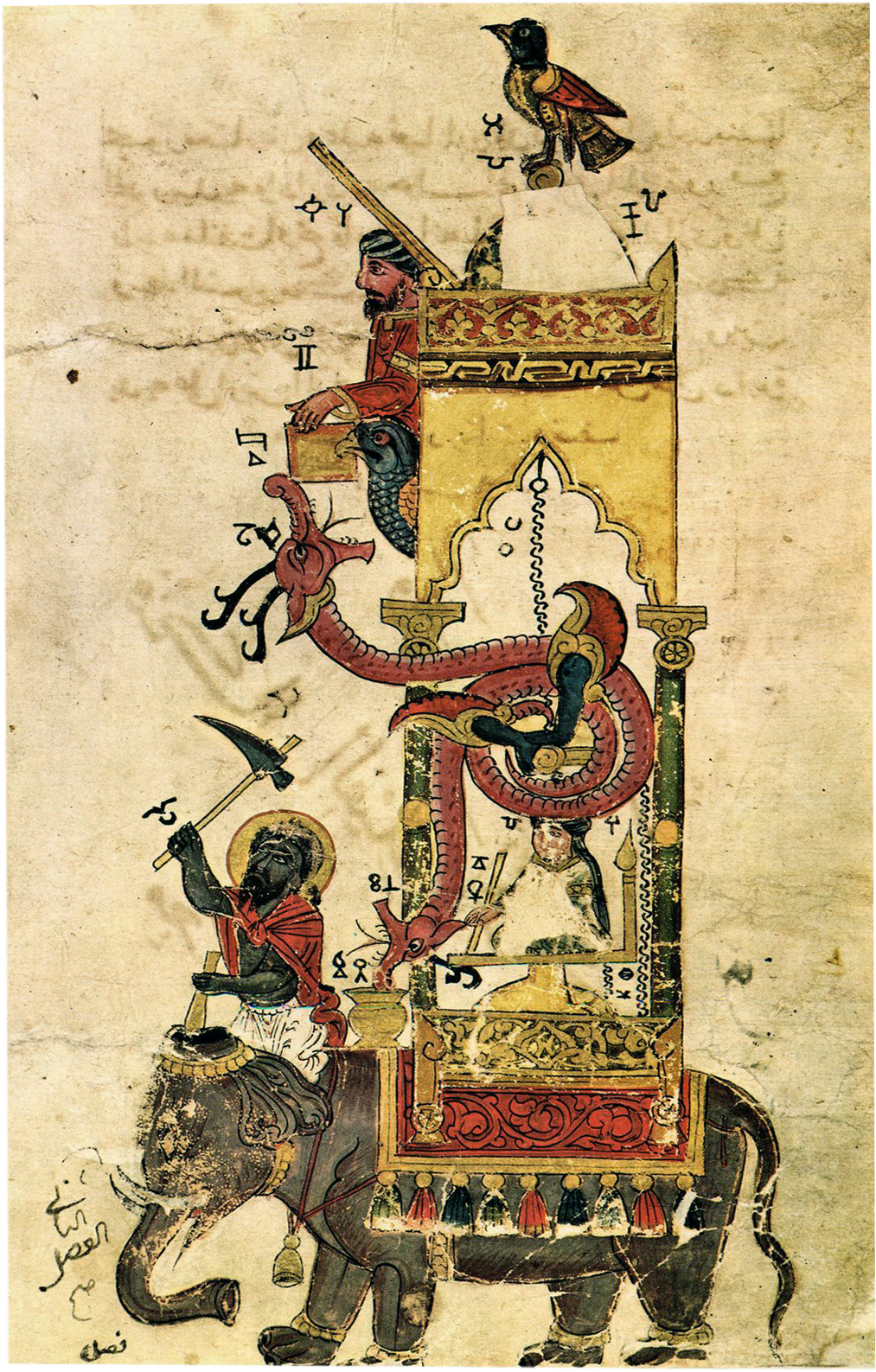

Слоновий годинник — винахід середньовічного арабського вченого Аль-Джазарі, водяний годинник, створений на основі індійського винаходу гаті.
Механізм, що запускав годинник в дію, був прихований у великій скульптурі азійського слона: всередині неї містився резервуар, наповнений водою, і плаваюча в ньому чаша з отвором по центру, обертаючись, поступово заповнюється рідиною. Коли вона, наповнившись, занурювалася під воду, то тягнула мотузку, прикріплену до балансира в башті на спині слона. Це, в свою чергу, приводило в рух фігуру сокола, він починав співати. Одночасно звільнялася з кошика металева куля, що падала спочатку на голову птиці, а звідти — в пащу змія, після чого той нахилявся вперед, витягуючи тим самим чашу з води за допомогою струн. Ці струни також змушували скульптуру правителя піднімати ліву чи праву руку, а потрапляння м'яча в вазу призводило до того, що скульптура погонича била в барабан; внаслідок всього цього стрілка циферблата переміщалася в потрібному напрямку і вказувала або півгодини, або повну годину. Потім скульптура змія поверталася назад і цикл повторювався, поки в кошику залишалися кулі.

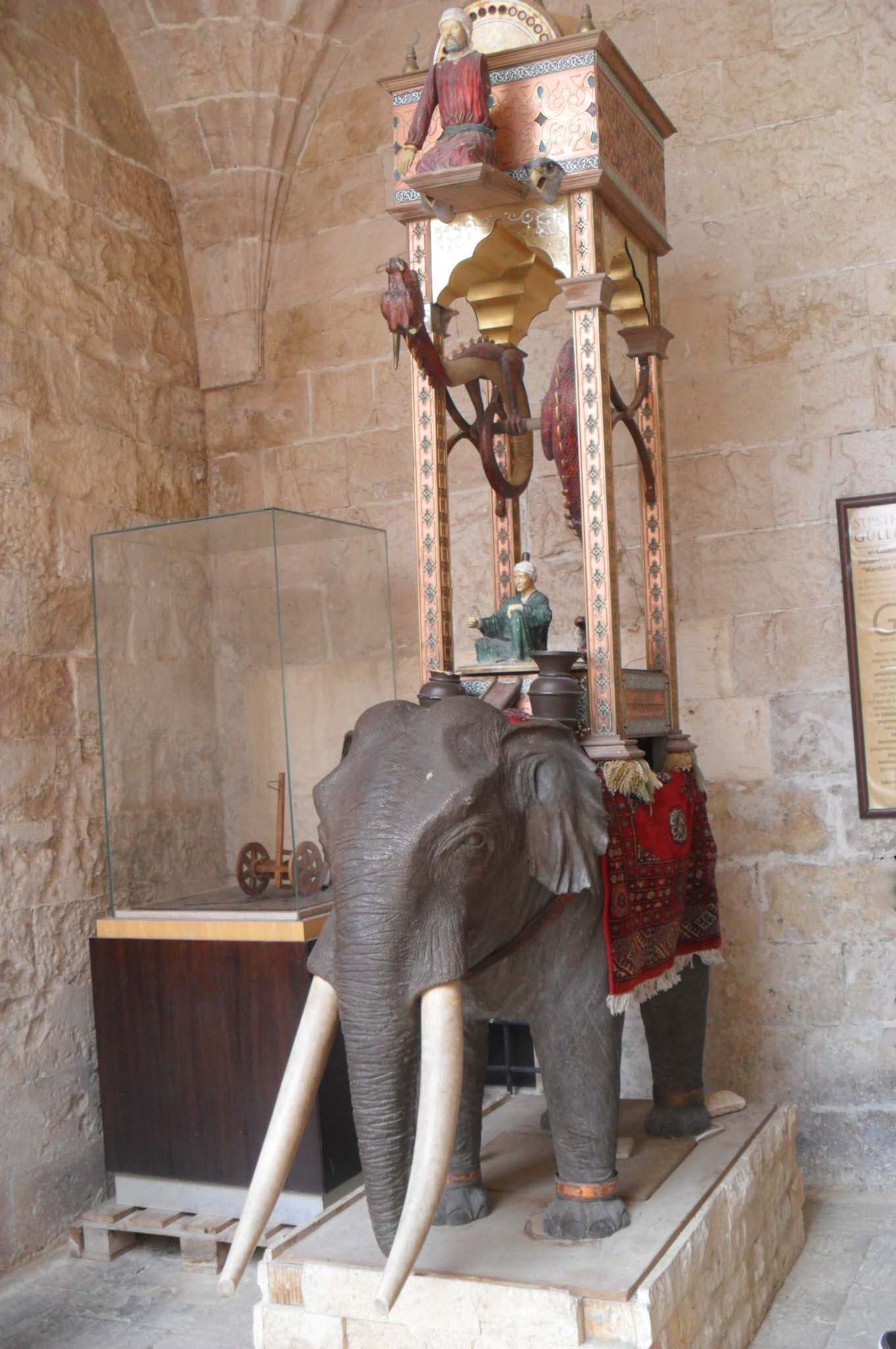
Репродукція слонового годинника в Tуреччині

Двічі на день конструкція поверталася в початкове положення.
Резервуар поділявся на два відсіки: верхній з'єднувався безпосередньо з механізмом часу, а нижній — з іншим механізмом, який контролював силу потоку. На світанку, коли кран відкривали, вода з верхньої частини резервуара стікала в нижню, де за допомогою згаданого механізму підтримувався постійний тиск. Це було зроблено для того, щоб враховувати нерівномірну тривалість дня в залежності від пори року.

#### Ресурси Інтернету
- Вікісховище має мультимедійні дані за темою: Слоновий годинник
- Article including a photograph of the Ibn Battuta Mall elephant clock.
- Information from the Metropolitan Museum, New York.
- Saudi Aramco World: The Third Dimension by Richard Covington, including Dr Fuat Sezgin, his museum of Arabic–Islamic science in Frankfurt, and in particular a model of the elephant clock.
- Elephant Clock (English) на сайті Vimeo